# Cancellaresca

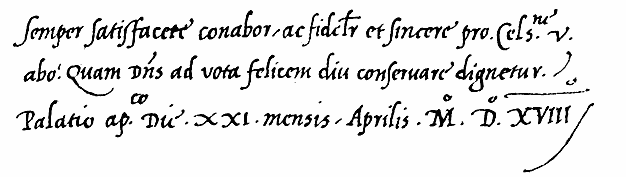
Exemple de cancellaresca corsiva utilisée dans une lettre papale à Christian II de Danemark, 21 avril 1518.

La cancellaresca, littéralement chancelière en italien, est un style d’écriture de chancellerie développée par les scribes de la chancellerie papale au XVIe siècle à partir de la lettera antica corsiva. On distingue plusieurs types de cancellaresca dont principalement la cancellaresca formata et la cancellaresca corsiva.

## Histoire
La chancellerie papale de la Renaissance utilise pour ses brefs une écriture simple et élégante. Ferdinando Ruano, écrivain du Vatican, en définit la forme dans ses Sette Alfabeti, publiés à Rome en 1554. Elle est adoptée, sous le nom de cancellaresca (chancelière) par les milieux princiers et intellectuels, qui l’interprètent à leur manière en ajoutant paraphes et fioritures.
En 1500, Francisco Griffo grave pour Alde Manuce la première italique, basée sur une cancellaresca, avec laquelle est imprimé le Virgile paru l’année suivante. En 1522, Bartolomeo Lautizo crée une typographie d’après la calligraphie de Ludovico degli Arrighi.

## Caractéristiques
La chancelière est tracée sur une hauteur de corps de cinq becs de plume, avec une inclinaison de la plume à 45 degrés. La lettre est légèrement penchée, de 5 à 7 degrés. Basée sur l’ovale, sa largeur est la moitié de sa hauteur. Les capitales ont une hauteur de huit becs de plume.
C’est l’une des écritures les plus pratiquées par les ateliers de calligraphie, pour son élégance, malgré les difficultés que représente une bonne acquisition de son ductus.